# 勒罗伊·胡德
勒罗伊·爱德华·胡德（英語：Leroy Edward Hood，1938年10月—），男，美国系统生物学家，美国国家科学院院士，美国国家医学院院士，美国国家工程院院士，中国科学院外籍院士，与马文·H·卡拉瑟斯共同参与了安进（Amgen）和Applied Biosystems（ABI）两家公司的创立。